# Rachna Kumari
Rachna Kumari (* 1. März 1993) ist eine indische Leichtathletin, die sich auf den Hammerwurf spezialisiert hat.

## Sportliche Laufbahn
Erste internationale Erfahrungen sammelte Rachna Kumari im Jahr 2023, als sie bei den Asienspielen in Hangzhou mit einer Weite von 58,13 m den neunten Platz im Hammerwurf belegte.
2023 wurde Kumari indische Meisterin im Hammerwurf.